# Draycott in the Moors
Draycott in the Moors är en ort och civil parish i Storbritannien.   Den ligger i grevskapet Staffordshire och riksdelen England, i den södra delen av landet, 210 km nordväst om huvudstaden London. Draycott in the Moors ligger 173 meter över havet och antalet invånare är 1 154.
Terrängen runt Draycott in the Moors är platt. Runt Draycott in the Moors är det ganska tätbefolkat, med 214 invånare per kvadratkilometer. Närmaste större samhälle är Stoke-on-Trent, 11,8 km väster om Draycott in the Moors. Trakten runt Draycott in the Moors består i huvudsak av gräsmarker.